# Ishman Bracey
Ishman Bracey (* 9. Januar 1901 in Byram, Mississippi; † 12. Februar 1970 in Jackson, Mississippi), bisweilen auch Ishmon Bracey genannt, war ein US-amerikanischer Blues-Sänger und Gitarrist. Er gilt als einer der bedeutendsten Vertreter des Delta Blues, zusammen mit Blues-Legenden wie Charlie Patton, Tommy Johnson, Papa Charlie McCoy und Skip James.

## Leben und Wirken
Bracey lernte das Gitarrespielen von Reverend „Mississippi“ Ruben Lacy. Bereits früh spielte er auf Festen und in Juke Joints. 1928 machte er zusammen mit Charlie McCoy Aufnahmen für Victor, 1929 mit den „New Orleans Nehi Boys“ für Paramount. Im ganzen nahm er 12 Stücke auf, vier davon liegen auch in Alternativaufnahmen vor. Zwei weitere Titel sind bekannt, Low Down Blues und Run to Me at Night, jedoch verschollen.
Auch nach seiner kurzen Plattenkarriere trat Bracey weiterhin auf, oft zusammen mit Tommy Johnson. In den 1940ern wurde er religiös und spielte keinen Blues mehr, auch als er Ende der 1950er „wiederentdeckt“ wurde. Allerdings gab er über die frühe Blues-Szene Auskunft und trug zur Wiederentdeckung von Skip James bei.
Ishman Bracey starb 1970 in Jackson, Mississippi.